# 维拉拉维拉海战
维拉拉维拉海战（英語：Battle of Vella Lavella；1943年10月7日）是一场发生于所罗门群岛维拉拉维拉岛海域，在日本和美国舰队之间爆发的一场海战。

## 背景
在新乔治亚群岛战役和维拉湾海战失败后，日军已放弃了中所罗门地区，撤出了驻扎在该地区的部队。然而至1943年10月，还有600名日本官兵驻扎在维拉拉维拉岛北部的观察点。日本海军调集了9艘驱逐舰，在伊集院松治少将的指挥下前往维拉拉维拉岛疏散其陆军部队，同时一并拖走停泊在岛北部的日本驳船。
与此同时，附近海域也游弋着一支美国舰队。美国第4驱逐舰中队包括6艘驱逐舰，分为2个部分，正在弗兰克·沃克上校的指挥下沿维拉拉维拉西岸北上，对临近海域进行巡逻。

## 战斗经过
22时30分，日本瞭望发现第一支由三艘驱逐舰组成的美国编队。沃克上校没有等待另外三艘驱逐舰的支援，决定立即接敌战斗。23时左右，双方几乎同时开火，同时都发射了鱼雷。
日本夕云号驱逐舰排在战列首位，故遭到美国人的集中攻击。其舵机被摧毁，后又被一枚鱼雷命中，于23时10分左右沉没。然而夕云号发射的一枚鱼雷击中了美国切瓦立号驱逐舰（DD-451），造成后者的弹药舱发生爆炸。跟进的奥班农号（DD-450）又意外同切瓦立号相撞，两舰一时无法分开。23时6分，塞尔弗里奇号（DD-357）又被一枚鱼雷击中，丧失了战斗力。此时美军增援部队尚有15分钟才能到达战场。然而日本人此时却转向撤走了。

## 后事
切瓦立号于次日3时左右沉没。日本人完成了其撤退任务，标志着盟军第二阶段车轮行动的结束。在长达三个月的战事中，盟军占领了中所罗门地区，损失了6艘舰艇，击沉了16艘日本军舰。